# Kandagal, Kudligi
Kandagal là một làng thuộc tehsil Kudligi, huyện Bellary, bang Karnataka, Ấn Độ.